# Ctenomastax kiesenwetteri
Ctenomastax kiesenwetteri é uma espécie de insetos coleópteros polífagos pertencente à família Staphylinidae.
A autoridade científica da espécie é Kraatz, tendo sido descrita no ano de 1870.
Trata-se de uma espécie presente no território português.